# متنزه غابة دو بو
حديقة غابة دوبو هي حديقة غابات تقع في غامبيا . تأسست في الأول من يناير عام 1954 وتبلغ مساحتها 732 هكتارًا.
تقع على ارتفاع يقدر بنحو 9 أمتار فوق مستوى سطح البحر. تقع الحديقة على حدود قرية دوبو.